# 엽란을 날려라
《엽란을 날려라》(Keep the Aspidistra Flying)는 조지 오웰이 1936년 출판한 사회비평서이다. 주인공 고든 콤스톡은 광고 회사 카피라이터를 관두고 조그만 중고 책방에서 적은 보수를 받으며 점원으로 일한다. 모든 상업이 ‘사기’라고 생각해 ‘돈과의 전쟁’을 선포한 것이다. 오웰의 곤궁했던 서점 점원 시절을 배경으로 한 자전적 이야기로, 대공황 이후 1930년대 런던 사회를 통찰력 있게 묘사하고 통렬하게 풍자하고 있다.

## 배경
시인 고든 콤스톡은 굶어 죽지 않을 정도의 생활비만 벌면서 위대한 예술 작품을 쓰려고 분투한다. 그는 원래 전망 있는 광고 회사 카피라이터였지만, 어느 날 자신의 직업에 환멸을 느껴 회사를 나온다. 회사를 나온 콤스톡은 조그마한 중고 책방에서 점원으로 일한다. 책방 점원이 받는 적은 보수로는 친구들과는 저녁 식사나 맥주 한잔도 하지 못하고, 연인 앞에서는 떳떳할 수가 없으며, 심지어 열악한 집 안에서 차 한잔하는 것도 집주인의 눈치를 봐야 한다. 이런 생활을 보면 동정심이 들기도 하고, 때로는 매우 답답해서 화가 나기도 한다. 그러나 이러한 지독한 강박관념은 모든 상업과 돈의 규범에 대한 경멸이며 물질에 지배되는 사회에 대한 그의 저항이다.
조지 오웰은 초기에 ‘가난’과 ‘제국주의’라는 뚜렷한 주제로 집필을 했다. 1936년에 발간된 이 작품은 오웰의 자전적 이야기로 가난을 주제로 하고 있다. 오웰은 1934년 10월부터 1936년 1월까지 런던 북쪽 햄프스테드의 헌책방에서 파트타임 점원으로 근무했는데, 궁핍한 환경 속에서 작가로서 분투하던 시절이었다. 따라서 고든 콤스톡의 모습은 오웰이 겪은 가난과 가난 속에서 맞닥뜨렸던 문제들을 구체화한 인물이라고 할 수 있다. 이 작품은 소외와 가난의 외로움에 대해 통찰력 있는 묘사를 하고 있을 뿐 아니라 대공황 이후 런던의 삶을 매우 효과적으로 묘사하고 있다. 또 콤스톡의 입을 빌어 물질에 예속되어 있는 영국 중산층에 대한 오웰 특유의 직선적이고 통렬한 공격을 가하고 있다는 점에서 문학적 성과를 찾을 수 있다.